# 卡里瓦伊拉索火山

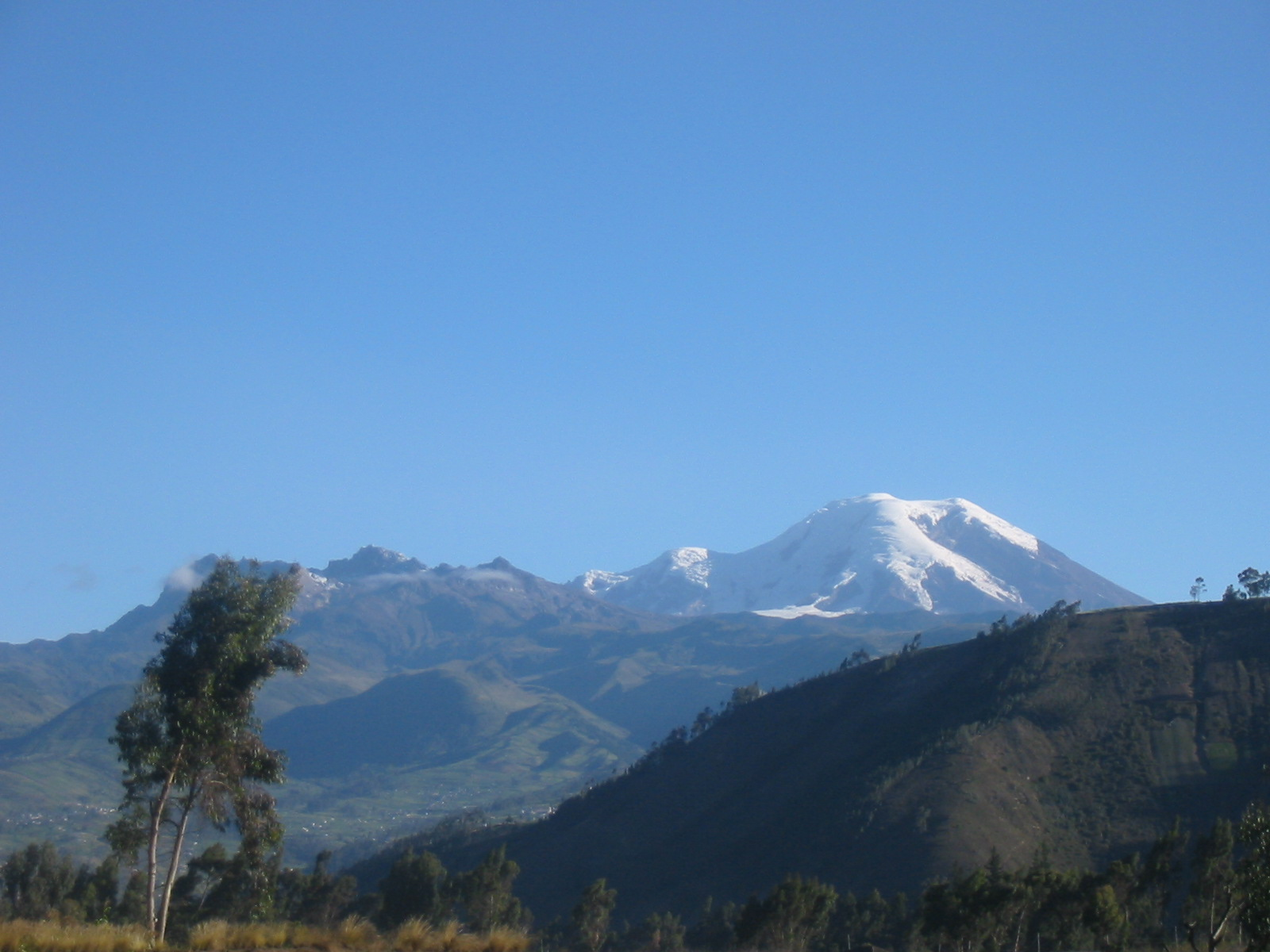

卡里瓦伊拉索火山（Carihuairazo）是厄瓜多爾的火山，位於該國中部，距離首都基多約150公里，屬於安第斯山脈的一部分，山體在古近紀時期产生，海拔高度5,110米。

## 外部連結
- Mountaineering information for Carihuairazo （页面存档备份，存于）
- Official page of the protected area "Reserva de Produccion Faunistica Chimborazo" (Spanish)